# Josep Folch i Folch
Josep Folch i Folch (Montblanc, Conca de Barberà, 1897 - 1985) fou un polític i propietari agrícola català. Fou sindicalista agrari i membre del Partit Radical Autònom de les Comarques Tarragonines (PRAT) (escindit del Partit Republicà Radical d'Alejandro Lerroux), amb el qual fou escollit alcalde de Montblanc i diputat per Tarragona a les eleccions al Parlament de Catalunya de 1932. Progressivament s'aproximà a ERC i el 1938 fou nomenat secretari del Parlament de Catalunya. En acabar la guerra civil espanyola es va exiliar a Mèxic, d'on en va tornar el 1977.